# Илия Михайлов
Илия Михайлов е български диригент, музикален изследовател и преподавател. Артистичен мениджър на международни проекти в областта на класическата, фолклорната, духовната и съвременната музика, продуцент на аудио – визуални продукти. Син е на известения български диригент Здравко Михайлов, който е работил с женевския „Гранд Театър“ и хора „Мистерията на българските гласове“.

## Биография
Илия Михайлов е роден на 10 юли 1974 г. в София, България. Детските си години прекарва с родителите си в Швейцария. Завършва Националното музикално училище „Любомир Пипков“ (1994), Консерваторията на Лозана – HEMU (1997), Джулиард скул в Ню Йорк (1999) и Асоциирания борд на Кралските музикални училища – ABRSM в Лондон (2009). Специализира арт мениджмънт в Нюйоркския университет и хорово дирижиране в класа на проф. Мишел Корбо в Женевската консерватория. Негови преподаватели са били доц. Лидия Кутева, Росен Миланов и акад. Васил Казанджиев.
През 2023 г. Илия Михайлов защитава докторска дисертация в Софийския университет „Св. Климент Охридски“. Научните му интереси са насочени предимно към източната (византийска) църковна певческа традиция.
През своята кариера е работил със световноизвестни имена, между които са диригентите Клаудио Абадо, Бернард Хайтинг, Пиер Булез, Сейджи Озава, Курт Мазур, Даниеле Гати, Иван Фишер, Жан-Клод Казадезюс, Хесус Лопес-Кобос, Рико Сакани, Урош Лайовиц, Жан-Бернар Помие, тенора Хосе Карерас, и хореографите Пина Бауш и Морис Бежар.

## Професионална кариера
От 2024 Илия Михайлов е хоноруван преподавател в Софийския университет „Св. Климент Охридски“.
Д-р Михайлов активно участва в академични дейности и провежда майсторски класове с: Принстънския университет (2023), Училището по култура и изкуства в град Чънду, Китай (2019), Страсбургската консерватория (2018), Университета Париж-VIII: Венсен-Сен Дени (2017), Хоровата академия на фестивала в Пюизе, Франция (2013 – 2015), както и с Харвардския университет (2012).
През 2018 г. с основания от него ансамбъл за източно пеене „Софийски псалти“ реализира проекта „Ab Oriente Lux – Музика на православния изток“ и изнася концерти в София и Варна. Финансиран от Национален фонд „Култура“, проектът е част от културната програма по случай Българското председателство на Съвета на Европейския съюз.
От 2011 до 2015 г. Илия Михайлов е щатен диригент в Софийската филхармония – ръководи Националния филхармоничен хор „Светослав Обретенов“ (Българската хорова капела).
Артистичен директор на Българското музикално сдружение от 2005 до 2018 г., което основава заедно с акад. Васил Казанджиев и съмишленици през 2005 г.
От 2009 до 2015 г. е диригент на хора на Американския колеж в София.

## Големите български гласове
От 1999 г. Илия Михайлов е музикален директор на хора „Големите български гласове“. С този колектив той развива активна дейност и реализира множество проекти. Гастролира в над 25 страни в Европа, Азия и Северна Америка на престижни международни фестивали. Изявите му са високо оценени от професионалната критика.
Сътрудничи си с именити творци като проф. Стефан Драгостинов, Теодосий Спасов, и холивудския композитор Мишел Коломбие.
През 2023 г. съвместно с доайена в смесването на етно-фолклорна и електронна музика Явор Русинов издават албума „Яна“, който е подкрепен от Музикаутор.
От 2007 до 2019 г. И.Михайлов дирижира спектакъла „Лодката на Влюбените“ (La Belle Nivernaise) създаден съвместно с френския джаз пианист Франсоа Рюлан и неговото трио, който се радва на международен успех.
През 2023 двамата осъществяват проекта „Нови корени “(Nouvelles Racines), заедно със саксофониста Кристоф Монийо и контрабасиста Клод Чамичян. Премиерата се състои на фестивала Détours de Babeles в Гренобъл, Франция.
През 2010 г. осъществява проекта „Balkan Crossover“ съвместно с унгарския органист Ласло Фашанг, и изпълнителя на фолклорни духови инструменти Болаж Соколай
За работата му с „Големите български гласове“ през 2004 е заснет документалния филм „Гласове“ (реж. Елдора Трайкова), подкрепен от Националния филмов център.
През 2012 Френският музикален канал Mezzo TV реализира филма „Les Grandes Voix Bulgares“ (реж. Джеръми Роузен), който получава световно разпространение.
С различните колективи които ръководи Илия Михайлов има осъществени записи за БНР, радио Би Би Си Радио 3 и компаниите Ediciones Singulares, Brilliant Classics и Naïve.